# سيد أحمدي
 سید احمدی  قرية صغيرة تتبع لـالبلدة المركزية (بالفارسية: بخش مركزى ) من توابع مدينة بستك إحدى قرى « إقليم گودة»، وتقع في محافظة هرمزگان في جنوب إيران.

## حدود قرية سید احمدی
حدود سید احمدی: من الشمال: تدرويه، ومن الجنوب « دهتل »، ومن الغرب « عالي قندي »، ومن الشرق تنتهي بـقرية كنجي.

## السكان
يبلغ عدد سكان هذه القرية حسب تعداد السكان لعام 2006 للميلاد، (153) نسمه تشكل (34 عائلة)، من أهل السنة والجماعة وعلى المذهب الشافعي. يتكلون الفارسية باللهجة المحلية. لهم مدرسة مشتركة، ومجموعة من البرك لحفظ مياه الأمطار إذا سالت الأودية. لديهم حوالي 1000 نخلة مثمرة.

## مهنة السكان
يمتهنون بمهنة الزراعة وتربية المواشي والأغنام.

## وصلات خارجية
- التقسيمات الإدارية لمحافظة هرمزگان